# Carry On (Angra)
Carry On è una canzone della band brasiliana power-prog metal Angra. È una delle loro canzone più famose e viene proposta live da quando è stata registrata.
È presente nell'album live e DVD Rebirth World Tour, in Holy Live ed è stata remixata nel singolo Evil Warning. È presente nel loro demo Reaching Horizons. Nel loro Aurora Consurgens Tour la band ha voluto fare un medley con Nova Era, presente nel loro album Rebirth. Questa canzone viene suonata anche dagli Shaman e dalla band solista di Andre Matos.
È tuttora famosa dai fan per i suoi assoli e per i veloci riff di chitarra ma soprattutto dal suo celebre ritornello:
Which someday we may find...

Carry on, it's time to forget

The remains from the past To carry on»
La canzone parla della ragione, la quale può risolvere i problemi vari e far portare avanti la vita.

## Formazione
- Voci e tastiere: Andre Matos
- Chitarra: Kiko Loureiro
- Chitarra: Rafael Bittencourt
- Basso: Luís Mariutti
- Batteria: Alex Holzwarth